# مدیریت تحول
مدیریت تحول یا مدیریت تغییر یا مدیریت انتقال عناوینی مشابه برای شاخه ای از علم مدیریت است و ناظر به روش‌های ایجاد دگرگونی در سازمان، تیم یا فرد هستند که با وجود داشتن ریشهٔ علمی و عملیاتی مشترک یا حداقل مشابه، تفاوت‌هایی نیز برای آن‌ها از طرف متخصّصان ذکر می‌شود. شیوه‌های مدیریت تحول معمولاً به دگرگونی تخصیص منابع و امور مالی، چگونگی و ابعاد مدیریت فرایندهای تجاری، امور عملیاتی و دیگر ابعاد لازم برای پیشرفت سازمانی می‌پردازند تا سازمان مربوط بسته به اهداف و نیازها تغییرِ شکل یا حتی ماهیّت پیدا کند.